# Arsenura pandora
Arsenura pandora är en fjärilsart som beskrevs av Johann Christoph Friedrich Klug 1836. Arsenura pandora ingår i släktet Arsenura och familjen påfågelsspinnare. Inga underarter finns listade i Catalogue of Life.

## Bildgalleri

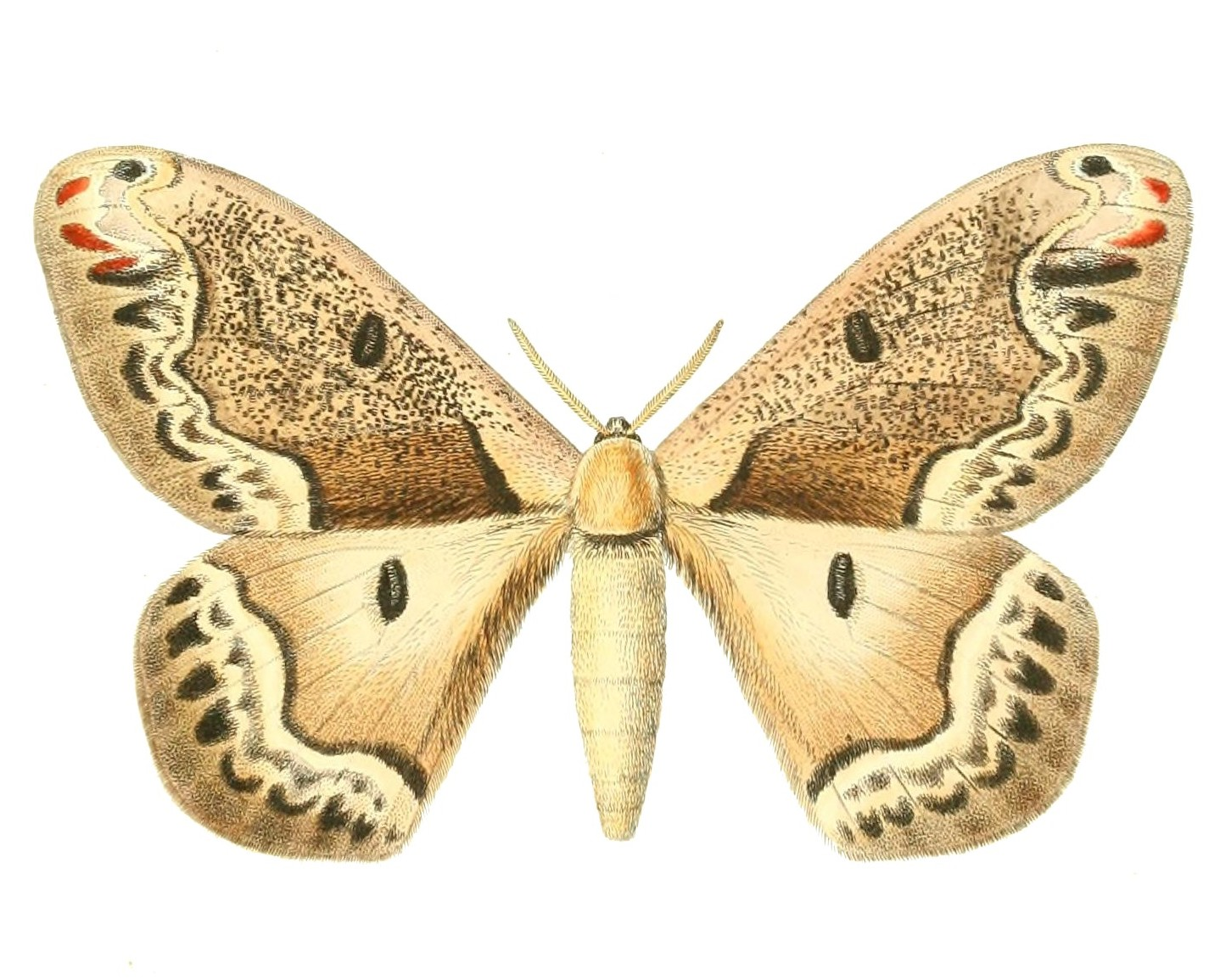